# エスタディオ・ムニシパル・デ・アヴェイロ
エスタディオ・ムニシパル・デ・アヴェイロ（ポルトガル語: Estádio Municipal de Aveiro）はポルトガル・アヴェイロ県アヴェイロにあるサッカー専用スタジアム。UEFA EURO 2004に向けて建設され、2試合が開催された。また2003年からSCベイラ・マルのホームスタジアムで、サッカーポルトガル代表の試合も行われている。
2024年時点でアヴェイロ市議会はこのスタジアムの設備維持に年間50万ユーロを費やしている。

## 開催された主な大会・試合
- UEFA EURO 2004

| 日付          | ホームチーム | 結果 | アウェーチーム | ラウンド  |
| ------------- | ------------ | ---- | -------------- | --------- |
| 2004年6月15日 | チェコ       | 2-1  | ラトビア       | グループD |
| 2004年6月19日 | オランダ     | 2-3  | チェコ         | グループD |

- 国際Aマッチ

| 日付           | ホームチーム | 結果 | アウェーチーム     | 大会                          |
| -------------- | ------------ | ---- | ------------------ | ----------------------------- |
| 2003年11月15日 | ポルトガル   | 1-1  | ギリシャ           | 親善試合                      |
| 2005年10月8日  | ポルトガル   | 2-1  | リヒテンシュタイン | 2006 FIFAワールドカップ・予選 |
| 2008年8月20日  | ポルトガル   | 5-0  | フェロー諸島       | 親善試合                      |
| 2011年3月29日  | ポルトガル   | 2-0  | フィンランド       | 親善試合                      |
| 2014年9月7日   | ポルトガル   | 0-1  | アルバニア         | UEFA EURO 2016予選            |
| 2016年10月7日  | ポルトガル   | 6-0  | アンドラ           | 2018 FIFAワールドカップ・予選 |

## ギャラリー

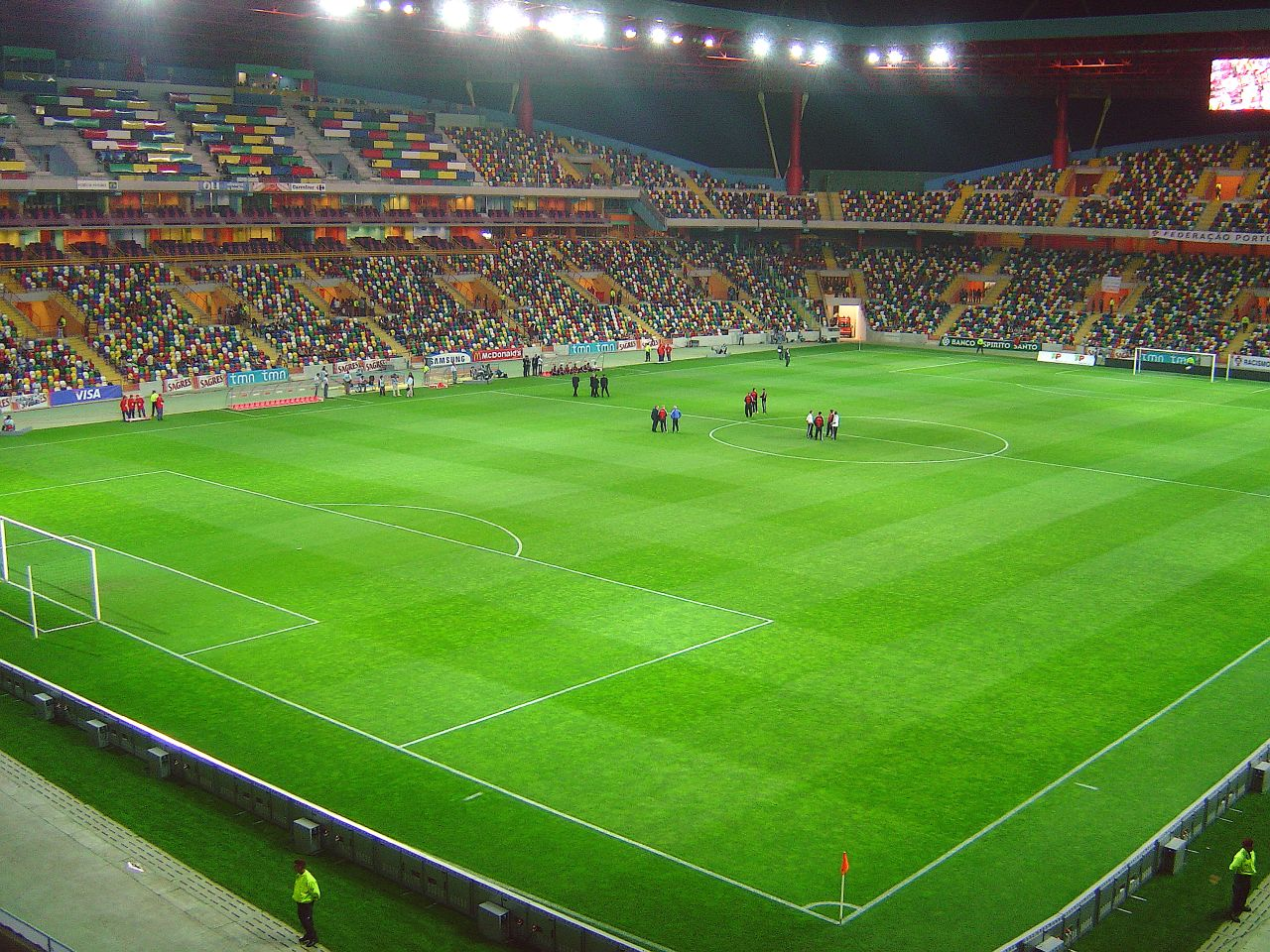
2005年の内観
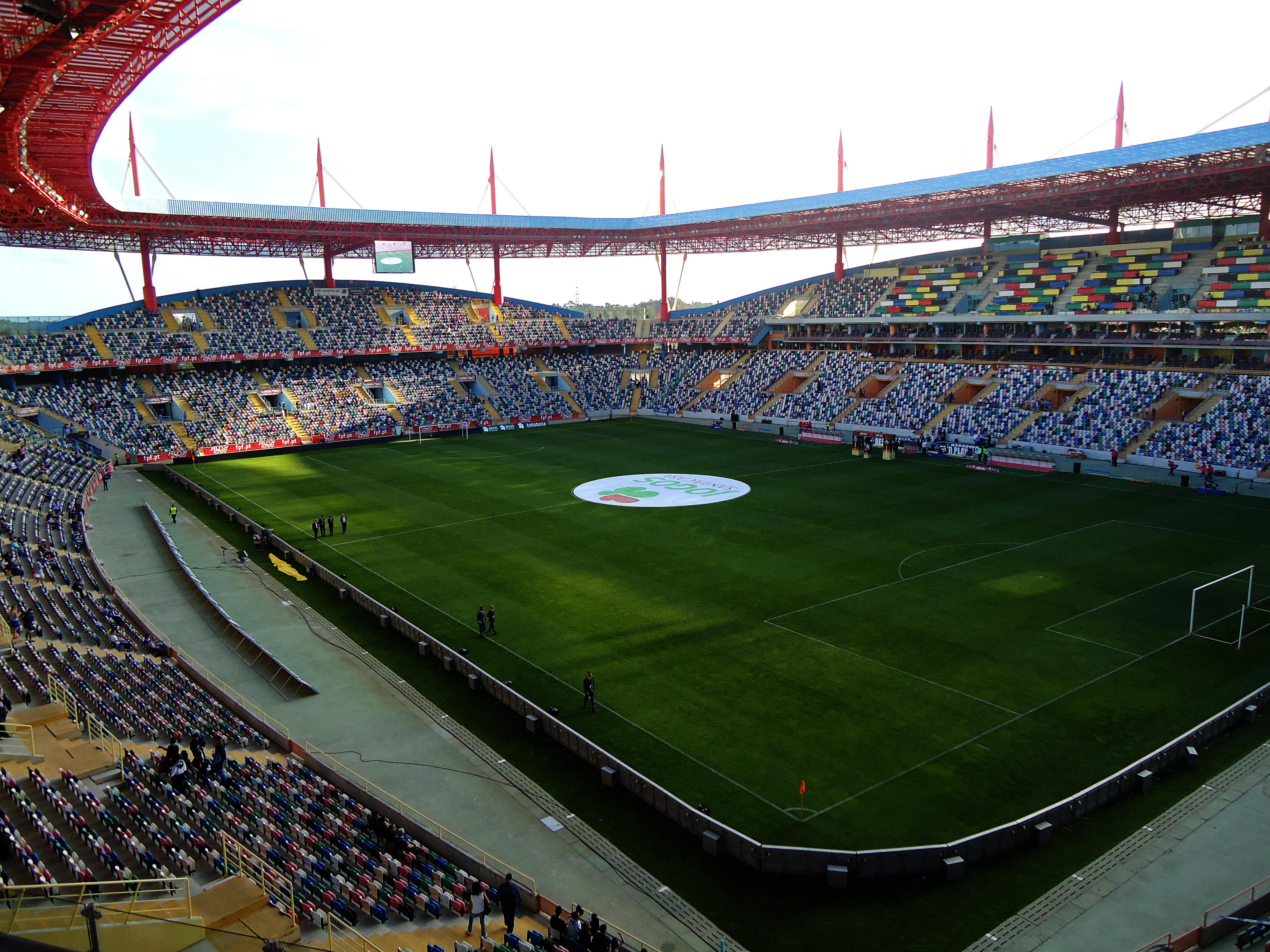
20111年の内観
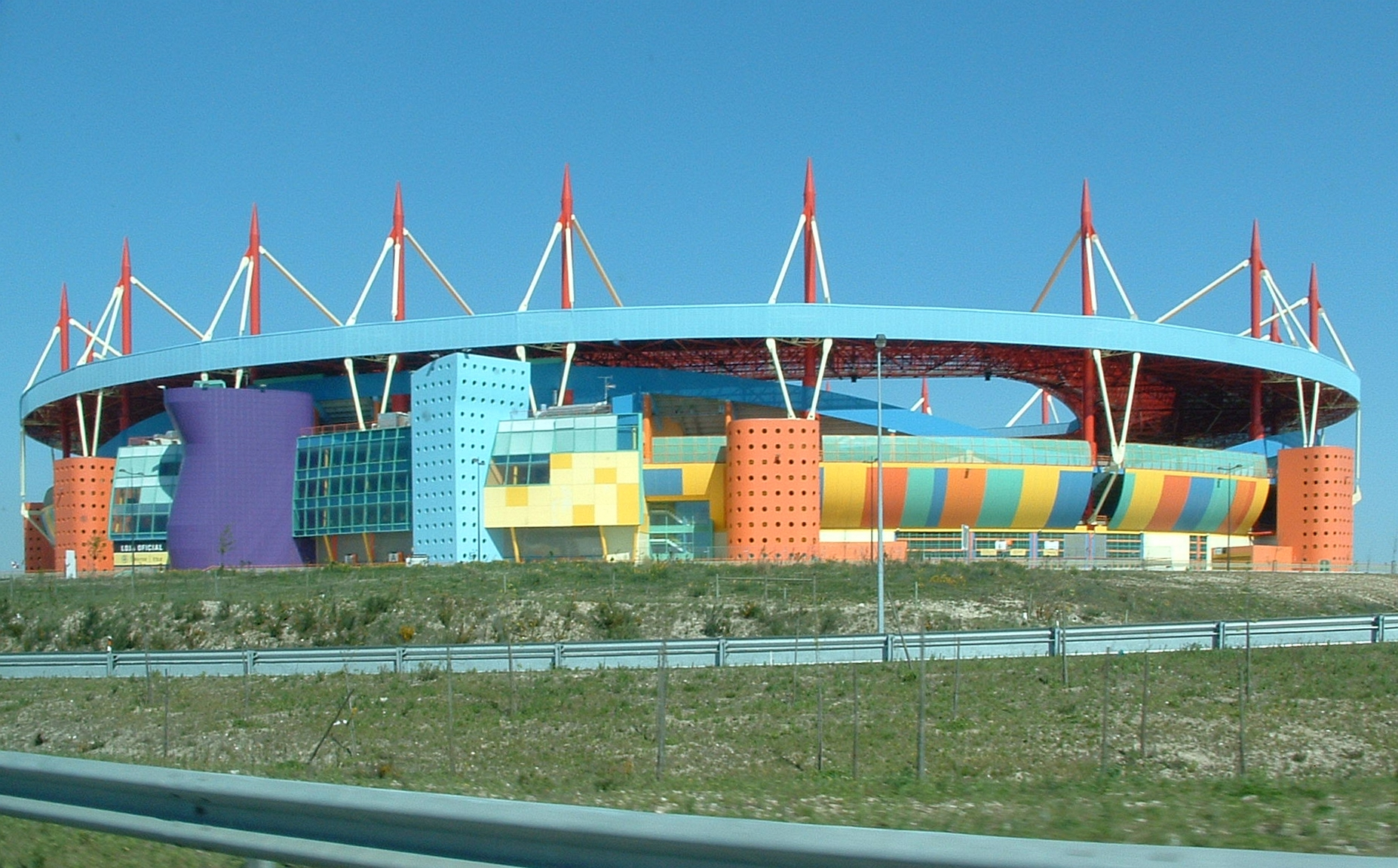
2005年の外観
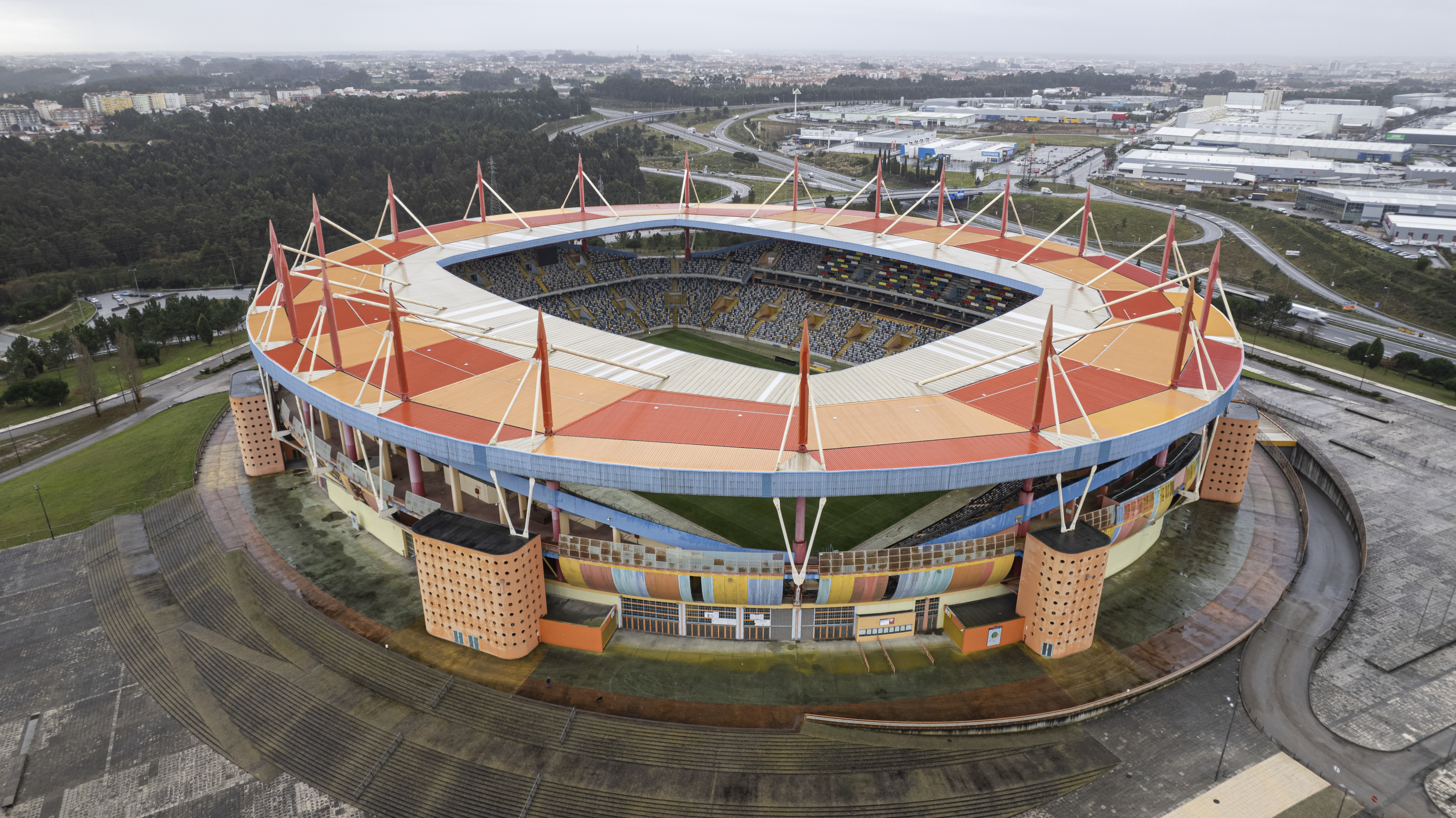
2021年の外観